# IC2000

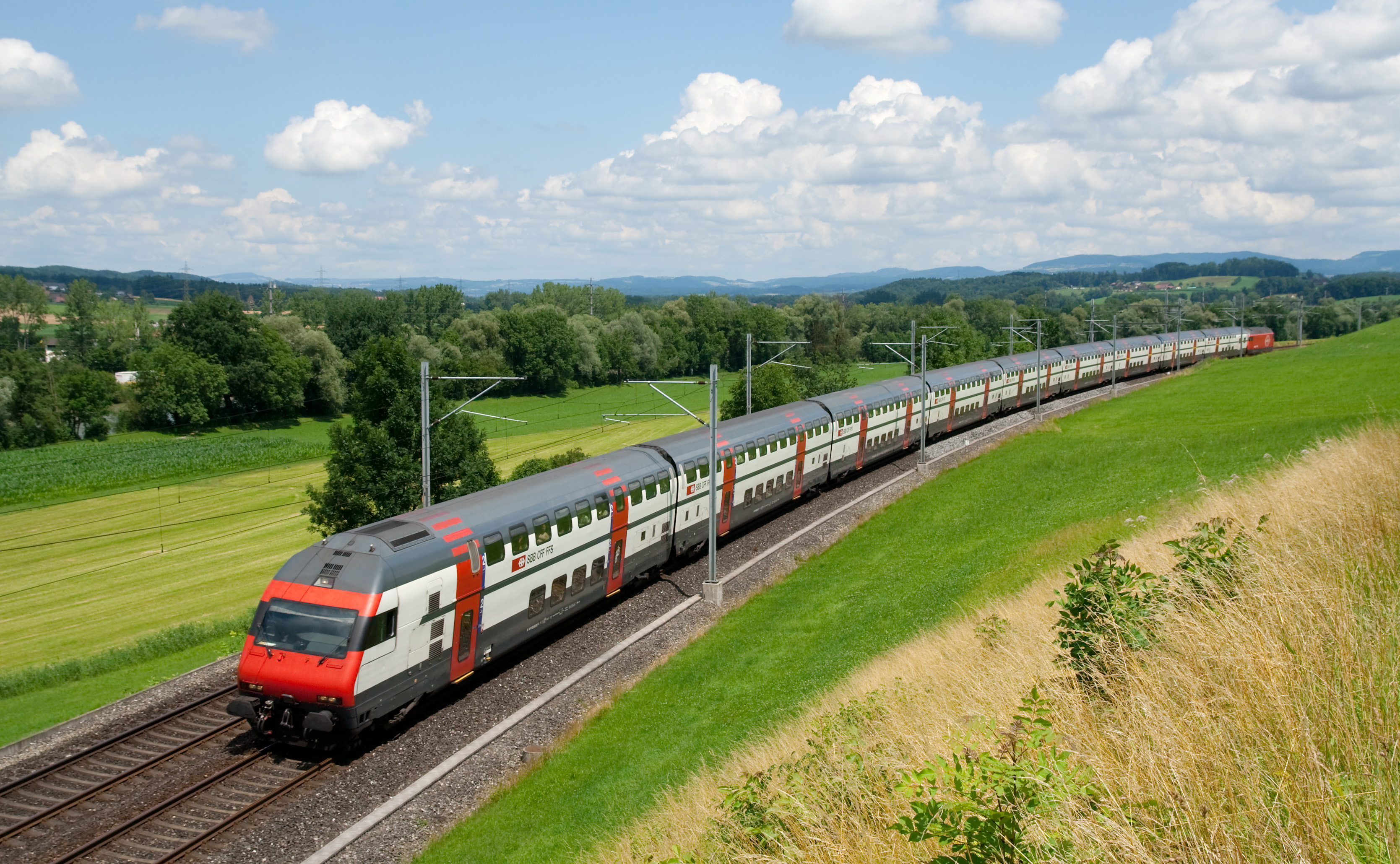
IC 2000 Zurich - Lucerne

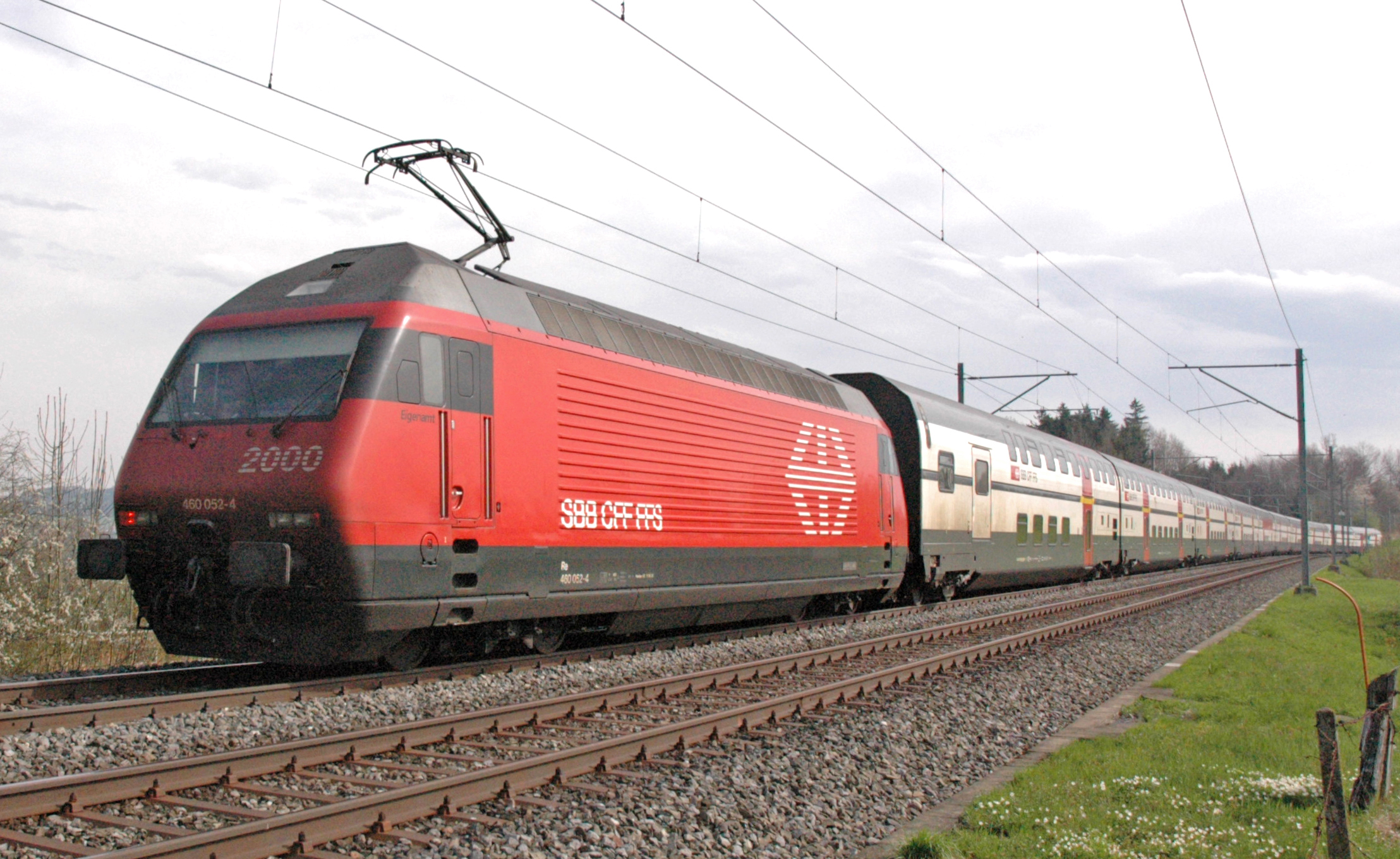
IC 2000 2층열차 with Re 460기관차

IC 2000는 스위스의 2층열차로서 스위스연방철도가 운영하고 있다. 1997년 데뷔시 IC2000은 스위스 전역에 사용된 최초의 2층열차였다. 기존에는 전부는 아니라도 대부분의 2층열차가 Zürich S-Bahn 네트워크에 속해 있었다. IC 2000는 현재 식당/바, 이동식바, 일등실과 이등실, 이등실에 가족실을 그리고 자전거 보관실등을 운영하고 있다. 기차의 전면부 가장 앞에 위치한 일등실의 제일 앞 좌석에는 전기콘센트가 장비되어 있다.
IC 2000은 현재 스위스에서 널리 이용되고 있다. IC 2000는 '젖소모양'의 흑백의 디자인과 빨간색의 출입문을 통해 쉽게 인식할 수 있다. Pininfarina가 설계한 기차의 외관은 Re460 기관차와 어울릴 수 있게 설계되었다.
잦은 휴대전화 사용으로 인하여 휴대전화의 사용, 시끄러운 대화, 이어셋/이어폰을 높은 볼륨으로 듣는 행위 등이 금지된 "정숙실(silent area)"을 일등실과 이등실 모두에서 운영 중이다.